# Jewgienij Szutow
Jewgienij Jefimowicz Szutow (ros. Евге́ний Ефи́мович Шу́тов; ur. 1926, zm. 1995) – radziecki aktor filmowy, teatralny i głosowy. Ludowy Artysta RFSRR i Zasłużony Artysta RFSRR. Pochowany na Cmentarzu Dońskim w Moskwie. 

## Wybrana filmografia
- 1962: Haszek i jego Szwejk
- 1966: Po kruchym lodzie
- 1969: Dziadek Mróz i lato (głos)
- 1977: Front za linią frontu jako Ochrim Szmil